# Médaille de la campagne de Chine
La médaille de la campagne de Chine, en russe Медаль «В память русско-японской войны» est une décoration militaire de l'Empire russe. La création de cette médaille est liée à la participation de la Russie à la répression du soulèvement en Chine connu sous le nom de guerre des Boxers entre 1899 et 1901.

## Historique et modalités d'attribution
À la mi-mai 1900, un soulèvement s’étendant à toute la Chine du Nord menaça les intérêts des nations ayant établi des concessions (légations) dans les grandes villes et obtenu des territoires à bail dans l’empire de Chine.
Cette hostilité contre ces puissances, fut principalement animé par une société secrète, nationaliste et xénophobe, appelée « le poing de la concorde et de la justice », d’où le nom anglais de « Boxers » donné à ses membres.
Pour secourir les légations de Pékin assiégées et mater la révolte dans les provinces, il fut décidé par huit états (Allemagne, Autriche, États-Unis, France, Grande-Bretagne, Italie, Japon et Russie) de constituer une armée internationale de 150 000 hommes placés sous le commandement suprême du feld-maréchal allemand comte Alfred von Waldersee.
Le 14 août 1900, les troupes Russes du corps expéditionnaire international pénétraient dans Pékin. Ce conflit, auquel 18 000 soldats français avaient participé, se terminait par des négociations aboutissant à la signature, le 7 septembre 1901, d’un traité de paix avec la Chine.
L’empereur allemand Guillaume II, proposa aux diverses puissances la création d’une médaille commémorative commune pour cette campagne de Chine, mais cette idée échoua par suite de l’opposition de la France et de la Grande-Bretagne.
Les huit nations participantes, à l’exception de l’Autriche, créèrent chacune leur propre médaille.
La médaille de l'Empire russe a été créée pour récompenser les militaires qui ont participé à la répression du soulèvement des Boxers en Chine, ainsi que pour récompenser le personnel médical, les fonctionnaires, les prêtres, les fonctionnaires du service de sécurité de la Société des chemins de fer de Mandchourie du Sud et des chemins de fer de l'Est chinois, ainsi que les volontaires. Elle a été instituée le 6 mai 1901 par une oukase de l'empereur Nicolas II transmise au ministre de la Guerre Alexeï Kouropatkine. La médaille avait deux échelons, distingués par une fabrication dans des métaux différents: l'argent ou le bronze,,

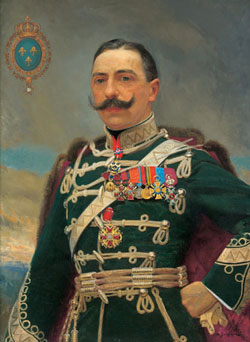
Portrait de Jacques de Bourbon (1870-1931) successeur des rois de France pour les légitimistes Français, en uniforme des Hussards de Grodno où apparait la médaille de la campagne de Chine.

## Caractéristiques
La médaille est faite de l'un des deux métaux correspondant aux échelons : l'argent ou le bronze. Son diamètre est de 28 mm. L'avers de la médaille représente le monogramme en relief de l'empereur Nicolas II, qui est une lettre calligraphiée « H » (« N » en russe), sous laquelle se trouve le chiffre romain « ΙΙ ». La couronne impériale de Russie est représentée au-dessus du monogramme. Au revers, le long de la bordure, il y a une inscription circulaire qui dit : « ЗА ПОХОДЪ ВЪ КИТАЙ » (« Pour l'expédition de Chine »). Les dates « 1900-1901 » sont inscrites horizontalement au centre. Au bas du revers, il y a un fusil avec une baïonnette croisée avec un sabre et une ancre positionnée verticalement pour représenter les diverses troupes engagée dans le conflit. Le modèle principal a été réalisé à la Monnaie de Saint-Pétersbourg. La fabrication de médailles par des ateliers privés était autorisée. La gravure de ces médailles peut différer dans le détails, selon le matériau utilisé bronze clair et foncé, argent, métal léger. Par la suite, le dessin de la médaille a été utilisé pour un essai non approuvé pour la médaille de la guerre russo-japonaise.
Par une oukase de Nicolas II, publiée le 13 août 1911, les soldats et officiers blessés ou commotionnés lors des hostilités ont reçu le droit de porter une barrette spécifique sur le ruban de la médaille
La médaille de la campagne de Chine a été frappée à 110 300 unités pour l'échelon argent et 106 000 pour l'échelon bronze.